# Sematophyllum auratum
Sematophyllum auratum är en bladmossart som beskrevs av Ferdinand François Gabriel Renauld och Jules Cardot 1905. Sematophyllum auratum ingår i släktet Sematophyllum och familjen Sematophyllaceae. Inga underarter finns listade i Catalogue of Life.